# Арасатуба (мезорегион)
Арасатуба (порт. Mesorregião de Araçatuba) — административно-статистический мезорегион в Бразилии, входит в штат Сан-Паулу. Население составляет 695 801 человек (на 2010 год). Площадь — 16 761,383 км². Плотность населения — 41,51 чел./км².

## Демография
Согласно сведениям, собранным в ходе переписи 2010 г. Национальным институтом географии и статистики (IBGE), население мезорегиона составляет:
| Полное население                            | Полное население                            | Полное население                            | Полное население                            | 695 801 |
| ------------------------------------------- | ------------------------------------------- | ------------------------------------------- | ------------------------------------------- | ------- |
| в том числе:                                | Городское население                         | 642 948                                     | Процент городского населения, %             | 92,40   |
|                                             | Сельское население                          | 52 853                                      | Процент сельского населения, %              | 7,60    |
|                                             | Мужское население                           | 346 813                                     | Процент мужского населения, %               | 49,84   |
|                                             | Женское население                           | 348 988                                     | Процент женского населения, %               | 50,16   |
| Плотность населения, чел/км²                | Плотность населения, чел/км²                | Плотность населения, чел/км²                | Плотность населения, чел/км²                | 41,51   |
| Население мезорегиона в % к населению штата | Население мезорегиона в % к населению штата | Население мезорегиона в % к населению штата | Население мезорегиона в % к населению штата | 1,69    |

## Статистика
- Валовой внутренний продукт на 2003 составляет 7 700 760 671,00 реалов (данные: Бразильский институт географии и статистики).
- Валовой внутренний продукт на душу населения на 2003 составляет 11 654,01 реалов (данные: Бразильский институт географии и статистики).
- Индекс развития человеческого потенциала на 2000 составляет 0,814 (данные: Программа развития ООН).

## Состав мезорегиона
В мезорегион входят следующие микрорегионы:
1. Андрадина
2. Арасатуба
3. Биригуи